# Henry Leaf
Henry Meredith Leaf, DSO (* 18. Oktober 1862 in Scarborough; † 23. April 1931 in London) war ein britischer Rackets- und Cricketspieler.

## Erfolge
Bei den Olympischen Spielen 1908 in London nahm Henry Leaf an den Racketswettbewerben im Einzel und Doppel teil. Gemeinsam mit Evan Baillie Noel gewann er im Doppel die Bronzemedaille. Es gab insgesamt nur zwei Spiele in dem Wettbewerb: im Halbfinale unterlagen Leaf und Noel den späteren Olympiasiegern Vane Pennell und John Jacob Astor, sodass ihr dritter Platz bereits feststand. Im Einzel gewann Leaf sein Halbfinale gegen Henry Brougham in drei Sätzen. Da er am Ende der Partie eine Handverletzung erlitt, trat er zum Finale gegen Evan Baillie Noel nicht mehr an und erhielt damit die Silbermedaille. Leaf war Mitglied im Queen’s Club. Vor den olympischen Spielen bestritt Leaf zwei Partien im First-Class Cricket.
Leaf, der Abschlüsse in Ingenieurwissenschaften am Trinity College und dem University College London erworben hatte, diente bei den Royal Engineers der British Army und bekleidete zuletzt den Rang eines Captains. Beim Zweiten Burenkrieg meldete er sich freiwillig zum aktiven Dienst. Während des Ersten Weltkriegs wurde er mit dem Distinguished Service Order ausgezeichnet. 1931 starb er bei einem Verkehrsunfall, als er in der Cockspur Street von einem Bus überfahren wurde.